# Revlon
Revlon este o companie de cosmetice din Statele Unite, înființată în anul 1932.
Printre produsele cosmetice produse de Revlon se numără cele denumite Revlon, Almay și Ultima II.
Grupul american este condus de un bine cunoscut om de afaceri, Ronald Perelman.
Acesta era în anul 2006 unul dintre cei mai bogați 100 de americani.